# Fred M. MacLean
Pour les articles homonymes, voir MacLean.

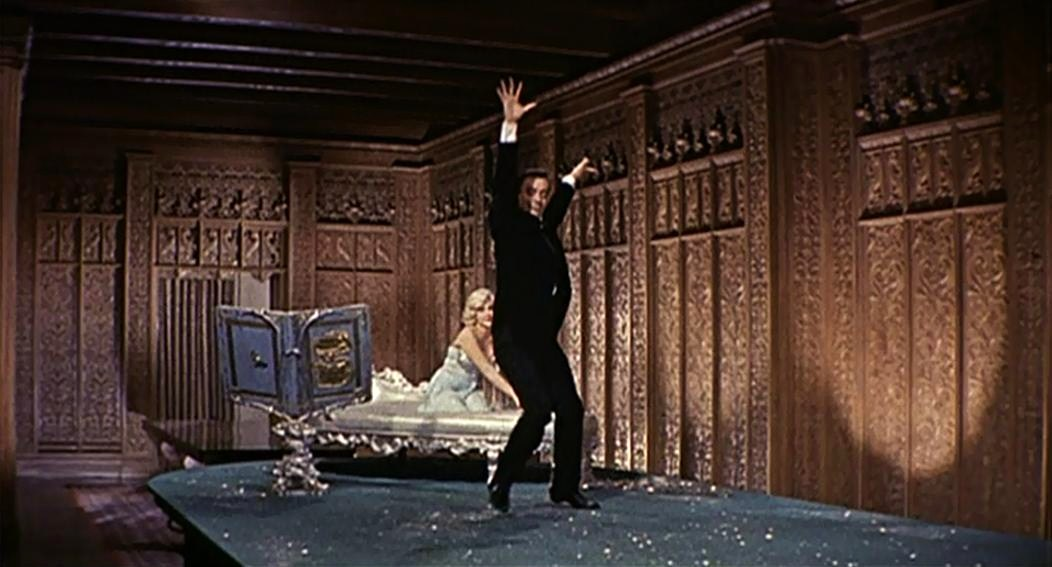
Scène de Le Milliardaire (1960)

Fred Merrill MacLean — né le 9 juillet 1898 au Dakota du Nord (lieu à préciser), mort le 3 juin 1976 à Los Angeles (Californie) — est un chef décorateur américain, généralement crédité Fred M. MacLean (ou Fred MacLean).

## Biographie
Au cinéma, le premier de ses soixante-deux films américains comme décorateur (au sein notamment de la Warner Bros., de la Metro-Goldwyn-Mayer ou de Walt Disney Pictures) est L'Insoumise de William Wyler (1938).
Suivent entre autres Sergent York d'Howard Hawks (1941), Key Largo de John Huston (1948), le western La Dernière Chasse de Richard Brooks (1956) et Le Milliardaire de George Cukor (1960).
Son dernier film est La Plus Grande Histoire jamais contée de George Sidney (1965).
À la télévision, Fred M. MacLean travaille sur dix séries américaines entre 1953 et 1964, dont Topper (sept épisodes, 1954) et Alfred Hitchcock présente (deux épisodes, 1959-1960).
Durant sa carrière, il obtient trois nominations à l'Oscar des meilleurs décors (voir détails ci-dessous), mais n'en gagne pas.

## Filmographie partielle

### Cinéma
- 1938 : L'Insoumise (Jezebel) de William Wyler
- 1941 : Sergent York (Sergeant York) d'Howard Hawks
- 1942 : Une femme cherche son destin (Now, Voyager) d'Irving Rapper
- 1943 : L'Impossible Amour (Old Acquaintance) de Vincent Sherman
- 1944 : Les Aventures de Mark Twain (The Adventures of Mark Twain) d'Irving Rapper
- 1944 : Femme aimée est toujours jolie (Mr. Skeffington) de Vincent Sherman
- 1945 : Le blé est vert (The Corn Is Green) d'Irving Rapper
- 1945 : L'Intrigante de Saratoga (Saratoga Trunk) de Sam Wood
- 1945 : Rhapsodie en bleu (Rhapsody in Blue) d'Irving Rapper
- 1946 : La Voleuse (A Stolen Life) de Curtis Bernhardt
- 1946 : Le Grand Sommeil (The Big Sleep) d'Howard Hawks
- 1947 : Tu ne m'échapperas pas (Escape Me Never) de Peter Godfrey et LeRoy Prinz
- 1948 : Le Trésor de la Sierra Madre (The Treasure of the Sierra Madre) de John Huston
- 1948 : One Sunday Afternoon de Raoul Walsh
- 1948 : Rencontre d'hiver (Winter Meeting) de Bretaigne Windust
- 1948 : Key Largo de John Huston
- 1949 : Le Grand Tourbillon (Look for the Silver Lining) de David Butler
- 1949 : L'enfer est à lui (White Heat) de Raoul Walsh
- 1949 : Vive monsieur le maire (The Inspector General) d'Henry Koster
- 1949 : La Fille du désert (Colorado Territory) de Raoul Walsh
- 1950 : Secrets de femmes (Three Secrets) de Robert Wise
- 1951 : La Charge victorieuse (The Red Badge of Courage) de John Huston
- 1951 : It's a Big Country (It's a Big Country: An American Anthology), film à sketches de Clarence Brown et autres
- 1951 : Trois Troupiers (Soldiers Three) de Tay Garnett
- 1952 : My Man and I de William A. Wellman
- 1952 : La Poule aux œufs d'or (Jack and the Beanstalk) de Jean Yarbrough
- 1952 : L'Intrépide (Fearless Fagan) de Stanley Donen
- 1953 : La Plage déserte (Jeopardy) de John Sturges
- 1953 : Le Voleur de minuit (The Moonlighter) de Roy Rowland
- 1953 : Sombrero de Norman Foster
- 1953 : Un lion dans les rues (A Lion in the Streets) de Raoul Walsh
- 1953 : Vaquero (Ride, Vaquero!) de John Farrow
- 1955 : Un homme est passé (Bad Day at Black Rock) de John Sturges
- 1955 : La Fille de l'amiral (Hit the Deck) de Roy Rowland
- 1955 : Le Procès ou Mon fils est innocent (Trial) de Mark Robson
- 1956 : La première balle tue (The Fastest Gun Alive) de Russell Rouse
- 1956 : Le Supplice des aveux (The Rack) d'Arnold Laven
- 1956 : La Loi de la prairie (Tribute to a Bad Man) de Robert Wise
- 1956 : La Dernière Chasse (The Last Hunt) de Richard Brooks
- 1957 : Johnny Tremain de Robert Stevenson
- 1957 : La Passe dangereuse (The Seventh Sin) de Ronald Neame
- 1957 : Fidèle Vagabond (Old Yeller) de Robert Stevenson
- 1958 : Lueur dans la forêt (The Light in the Forest) d'Herschel Daugherty
- 1959 : Darby O'Gill et les Farfadets (Darby O'Gill and the Little People) de Robert Stevenson
- 1959 : Quelle vie de chien ! (The Shaggy Dog) de Charles Barton
- 1959 : Un trou dans la tête (A Hole in the Head) de Frank Capra
- 1960 : Le Clown et l'Enfant (Toby Tyler, or Ten Weeks with a Circus) de Charles Barton
- 1960 : Pollyanna de David Swift
- 1960 : Le Milliardaire (Let's Make Love) de George Cukor
- 1961 : Sanctuaire (Sanctuary) de Tony Richardson
- 1961 : Les lauriers sont coupés (Return to Peyton Place) de José Ferrer
- 1962 : Le Shérif de ces dames (Follow That Dream) de Gordon Douglas
- 1965 : La Plus Grande Histoire jamais contée (The Greatest Story Ever Told) de George Stevens et autres

### Télévision
(séries)
- 1954 : Topper, saison 1, 7 épisodes
- 1957 : The Saga of Andy Burnett, saison unique, 6 épisodes
- 1959-1960 : Alfred Hitchcock présente (Alfred Hitchcock Presents), saison 5, épisode 14 Abus de confiance (Graduating Class, 1959) d'Herschel Daugherty et épisode 15 L'Homme du Sud (Man from the South, 1960) de Norman Lloyd

## Distinctions
- Trois nominations à l'Oscar des meilleurs décors :
  - En 1942, catégorie noir et blanc, pour Sergent York ;
  - En 1945, catégorie noir et blanc, pour Les Aventures de Mark Twain ;
  - Et en 1966, catégorie couleur, pour La Plus Grande Histoire jamais contée.